# 七里营站
七里营站是一个京广铁路上的铁路车站，位于河南省新乡县七里营镇，建于1912年，目前为三等站，邮政编码为453731。目前客运：不办理旅客乘降；行李、包裹托运；货运：办理整车货物发到；办理中原货物快运列车货物发到。